# Daniela Piedade
Daniela de Oliveira Piedade (São Paulo, 2 maart 1979) is een handbalster uit Brazilië. Haar bijnaam luidt Dani. Ze speelde onder meer clubhandbal in Oostenrijk bij Hypo Niederösterreich.
Piedade vertegenwoordigde haar Zuid-Amerikaanse vaderland viermaal op rij bij de Olympische Spelen: 2004 (Athene), 2008 (Peking), 2012 (Londen) en 2016 (Rio de Janeiro). Haar grootste succes beleefde Piedade in 2013, toen ze met Brazilië de wereldtitel won in Servië.